# Bolitoglossa alvaradoi
Espèce
Synonymes
- Bolitoglossa arborescandens Taylor, 1954

Statut de conservation UICN

 EN B1ab(iii) : En danger
Bolitoglossa alvaradoi est une espèce d'urodèles de la famille des Plethodontidae.

## Répartition
Cette espèce est endémique du versant Atlantique du Costa Rica. Elle est présente entre 15 et 1 116 m d'altitude.

## Description
Bolitoglossa alvaradoi mesure entre 106 et 159 mm de longueur totale. Son dos est brun foncé à vert olive et présente parfois des taches noires et une ligne longitudinale crème ou fauve. Cette coloration s'éclaircit à la tombée de la nuit et passe au gris, fauve ou brun roux avec des motifs épars noirs ou brun foncé. Son ventre est noir ou brun foncé. Mâles et femelles se distinguent par le nombre de rayures au niveau des côtes, jusqu'à deux pour les mâles et trois ou quatre pour les femelles.

## Étymologie
Cette espèce est nommée en l'honneur de Fernando Alvarado Chacon.

## Taxinomie
Bolitoglossa arborescandens a été placée en synonymie avec Bolitoglossa alvaradoi par Savage en 2002.

## Publication originale
- Taylor, 1954 : Additions to the known herpetological fauna of Costa Rica with comments on other species. No. I. University of Kansas Science Bulletin, vol. 36, no 9, p. 597-639 (texte intégral).